# Sturgis (South Dakota)

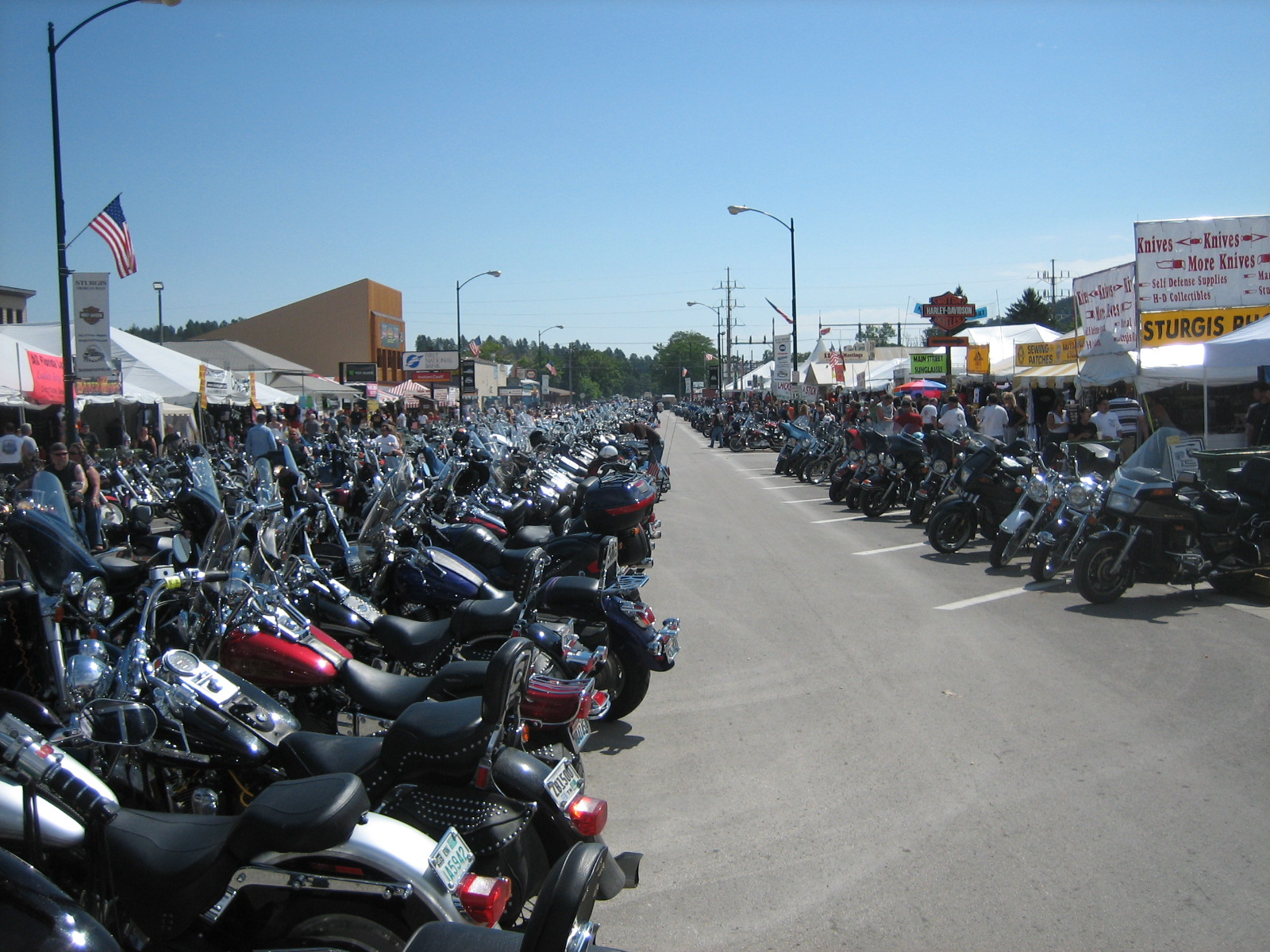
Main Street tijdens de Sturgis Motorcycle Rally

Sturgis is een plaats (city) in de Amerikaanse staat South Dakota en is de zetel van Meade County. Het doorgaans slaperige stadje is jaarlijks in de eerste volle week van augustus het toneel van de Sturgis Motorcycle Rally.

## Demografie
Bij de volkstelling in 2000 werd het aantal inwoners vastgesteld op 6442.
In 2006 is het aantal inwoners door het United States Census Bureau geschat op 6132, een daling van 310 (-4,8%).

## Geografie
Volgens het United States Census Bureau beslaat de plaats een oppervlakte van
9,7 km², geheel bestaande uit land. Sturgis ligt op ongeveer 1043 m boven zeeniveau.

## Plaatsen in de nabije omgeving
De onderstaande figuur toont nabijgelegen plaatsen in een straal van 28 km rond Sturgis.